# اف۲: تفریح و ناامیدی
اف۲: تفریح و ناامیدی (انگلیسی: F2: Fun and Frustration) فیلم کمدی هندی تلوگو-زبان، تولید سال ۲۰۱۹ است که نویسندگی و کارگردانی آن را آنیل راویپودی برعهده داشت. بازیگران اصلی فیلم داگوباتی ونکاتش، وارون تج، تمنا باتیا و مهرین پیرزادا هستند. موسیقی فیلم توسط دوی سری پراساد ساخته شد.
اف۲ در هنگام جشن ماکار سانکرانتی، در روز ۱۲ ژانویه ۲۰۱۹ اکران شد و به مجموع فروشی بیش از ۱۲۷٫۲–۱۴۰ کرور در قبال بودجه ساختی بالغ بر ۳۰ کرور دست یافت و به موفقیت تجاری بزرگی دست پیدا کرد. این فیلم، اولین فیلم از مجموعه تفریح و ناامیدی می‌باشد که دارای دنباله ناوابسته ای با عنوان اف۳: تفریح و ناامیدی است که در ماه مهٔ ۲۰۲۲ اکران گردید.